# Microterys pseudonietneri
Microterys pseudonietneri är en stekelart som beskrevs av Xu 2000. Microterys pseudonietneri ingår i släktet Microterys och familjen sköldlussteklar. Inga underarter finns listade i Catalogue of Life.